# CenterPoint Energy
CenterPoint Energy — американская энергетическая компания, работающая в штатах Техас, Индиана, Огайо, Луизиана, Миннесота и Миссисипи. Снабжает электроэнергией 2,7 млн клиентов и газом более 4 млн клиентов.

## История
Основной предшественник, Houston Electric Light & Power Company («Компания электрического освещения и энергии Хьюстона»), был основан в 1882 году. До начала XX века компания несколько раз была на грани банкротства и меняла владельцев; в 1901 году стала дочерней структурой General Electric и сменила название на Houston Lighting and Power Company (HL&P), а в 1906 году новым владельцем стал энергетический холдинг Isadore Newman & Sons. Открытие нефтяного месторождения близ Хьюстона поправило финансовое положение как города, так и компании, в 1914 году HL&P впервые в своей истории получила прибыль. В 1942 году HL&P стала самостоятельной компанией, к этому времени у неё было 150 тыс. клиентов в Хьюстоне и окрестностях. В 1976 году была создана холдинговая компания Houston Industries, которой подчинялись HL&P, а также компании Primary Fuels (нефтедобыча) и Utility Fuels (снабжение топливом электростанций). В конце 1970-х годов под давлением федерального правительства компания начала переводить свои электростанции с нефти и газа на уголь. В 1983 году ураган Алишия оставил без электричества 750 тыс. клиентов компании, ремонтные работы заняли более 2 недель. В 1988 году была запущена АЭС Саус-Тексас; её строительство заняло 15 лет и обошлось 5,5 млрд долларов. В конце 1980-х годов Houston Industries начала осваивать ещё одно направление деятельности — кабельное телевидение в Техасе и других штатах, в то же время нефтедобывающая компания Primary Fuels была продана.
В 1997 году Houston Industries объединилась с корпорацией NorAm Energy; она была создана в 1990 году объединением энергетических компаний Миннеаполиса, Шривпорта и Хьюстона. В 1999 году Houston Industries сменила название на Reliant Energy, а в 2003 году была разделена на три компании: Reliant Energy (электрораспределительные сети), Texas Genco (электростанции) и CenterPoint Energy (линии электропередач). В 2018 году произошло слияние CenterPoint Energy с компанией Vectren, которая работала в Индиане и Огайо.

## Деятельность
Генерирующие мощности компании имеются только в Индиане и составляют 1,2 ГВт (угольные и газовые ТЭС, солнечные электростанции). Компании принадлежат 8 тыс. км линий электропередач и 107 тыс. км электрораспределительных линий, а также 349 электроподстанций. Газовая инфраструктура включает 8 подземных газохранилищ, 16 предприятий по переработке природного газа и 1 по сжижению газа, газораспределительную сеть протяжённостью 139 тыс. км.
CenterPoint Energy является холдинговой компанией, управляющей следующими дочерними структурами:
- Houston Electric — линии электропередач и электроснабжение Хьюстона и техасской части побережья Мексиканского залива, 2,7 млн клиентов, выручка $3,4 млрд;
- CERC Corp. — газоснабжение в штатах Луизиана, Миссисипи, Миннесота, Техас, Индиана и Огайо, 4,15 млн клиентов, выручка $4,8 млрд;
- SIGECO — энергетическая компания в Индиане, 152 тыс. клиентов;
- Energy Systems Group — строительство энергетической инфраструктуры.

В списке крупнейших публичных компаний в мире Forbes Global 2000 за 2022 год CenterPoint Energy заняла 737-е место. В списке крупнейших компаний США по размеру выручки Fortune 500 заняла 414-е место.